# Джеффри, Грант
Грант Рейд Джеффри (5 октября 1948 года — 11 мая 2012 года) — канадский учитель, библеист, исследователь библейской археологии, евангелист.

## Биография
Его книги были опубликованы в известных издательствах, таких как WaterBrook Press, Bantam Books, HarperCollins, Zondervan и Tyndale House. Было продано более 7 миллионов экземпляров книг Гранта Джеффри, переведённых на 24 языка. Он также выступал на телевидении и радио, особенно на христианских программах, а также были путешествовал с лекциями по всему миру.
Грант Джеффри внезапно умер от остановки сердца 11 мая 2012 года в Торонто.

## Критика
Марк Пэрах:
Рассмотрим, например, книгу Джеффри, под названием «Подпись Бога». Нетрудно увидеть, что её автор не был чрезмерно обеспокоен фактической стороной вопроса. Например, Джеффри неоднократно ссылается на учёных, которые, по его утверждению, поддерживают результаты статьи Дорона Витцтума, Елиагу Рипса, и Иоава Розенберга (ВВР). При этом Джеффри не колеблется характеризовать всех учёных, якобы согласных с ВРР, как «блестящих математиков», «статистиков мирового класса», и тд. Учитывая весьма приблизительное знакомство самого Джеффри с математикой, которое, в частности, очевидно из его вычислений вероятностей, можно удивляться, как Джеффри может определить, кто является «блестящим математиком». Джеффри не колеблется называть профессорами лиц, фактически не имеющих таких званий....